# Willem Karel Mertens
Willem Karel Mertens (* 5. Mai 1893 in Surabaya; † 20. Februar 1945 in Cimahi) war ein niederländischer Arzt.

## Biographie
Willem Karel Mertens war der Sohn von Karel Hendrik Mertens, einen Lehrer in Niederländisch-Indien und Mathilde Eugenie Emma Perger.
Am 11. Januar 1921 nahm er die zwei Jahre jüngere Johanna Paul zur Frau und promovierte 1925 mit der Doktorarbeit De reactie van Wildbolz in de dierproef.
Zehn Jahre später wurde er zum Direktor des Eijkman-Instituts befördert, das er bis zur japanischen Besetzung 1942 leitete. Er wurde danach in ein Kriegsgefangenenlager nahe der Stadt Cimahi interniert, wo er im Februar 1945 an den Folgen von Beriberi starb.

## Untersuchungen zum Bonkrèk-Toxin
Anfang der 1930er Jahre untersuchte Mertens mit einer Gruppe von niederländischen Wissenschaftlern die Ursachen der sogenannten Bongkrèk-Vergiftung.
Seit mehreren Jahrzehnten kam es zu Lebensmittelvergiftungen mitte Javas, die oft zum Tod führten. Der erste Aufzeichnung der tödlichen Vergiftungen war 1895 von den niederländischen Behörden aufgezeichnet worden.
Der Vergiftung vorausgegangen war der Verzehr von Tempeh Bongkrèk, das ein traditionelles Fermentationsprodukt in Indonesien ist. 
Unter der Führung von Mertens und Andre Gerard van Veen begann das Eijkman-Institut die Ursache der Vergiftungen zu untersuchen. Mit der Entdeckung des Toxoflavins, das durch Burkholderia gladioli-Bakterien produziert wird, gelang ihnen 1933 der Durchbruch. Mertens und van Veen veröffentlichten neun Studien in deutscher und niederländischer Sprache, das viele weitere Untersuchungen nach sich zog.